# 博伊兹 (华盛顿州)
博伊兹（Boyds），美国华盛顿州费里县的一个无建制社区，总人口34人（2010年）。该地海拔412米。